# Gran Depressió
La Gran Depressió va iniciar-se l'any 1929 amb la major recessió econòmica mundial de la història moderna, tant en profunditat com en duració. La manca de planificació del sistema capitalista feia consubstancial l'aparició de crisis cícliques: a una fase d'alça de preus, beneficis i producció, en succeïa una altra de depressió, amb caiguda dels preus i de la producció, que ocasionaven l'atur forçós. Al llarg del segle xix aquestes crisis es van anar produint, però el 1929 la crisi va ser quelcom més que una frenada al sistema. L'impacte va ser tan profund que va arribar a canviar la situació econòmica mundial, que descansava en la confiança il·limitada en el capitalisme liberal.
No hi ha consens sobre les causes, però la majoria dels autors coincideixen a afirmar que la crisi del 29 tingué els seus orígens en la sobreproducció de mercaderies i en la forta especulació de capitals que caracteritzaven l'economia mundial després de la Primera Guerra Mundial. S'originà inicialment als Estats Units d'Amèrica, a partir del crac borsari del 24 d'octubre de 1929 (l'anomenat "Dijous Negre") a Wall Street.
Des dels Estats Units es va estendre a la resta del món capitalista. La crisi provocà grans taxes de desocupació: Catorze milions de persones als Estats Units, sis a Alemanya i tres al Regne Unit. A Austràlia, la taxa de desocupació va ser fins i tot més gran que als Estats Units i al Regne Unit junts. S'estima que la cinquena part de la població britànica vivia per sota del llindar de pobresa a la meitat de la dècada de 1930.
L'elecció com a president de Franklin Delano Roosevelt i l'establiment del New Deal el 1932 marcà l'inici del final de la Gran Depressió als Estats Units. No obstant això, a Alemanya, la desaparició del finançament exterior, a principis de la dècada de 1930, i l'augment de les dificultats econòmiques, van propiciar l'aparició del nacional-socialisme i l'arribada al poder d'Adolf Hitler.

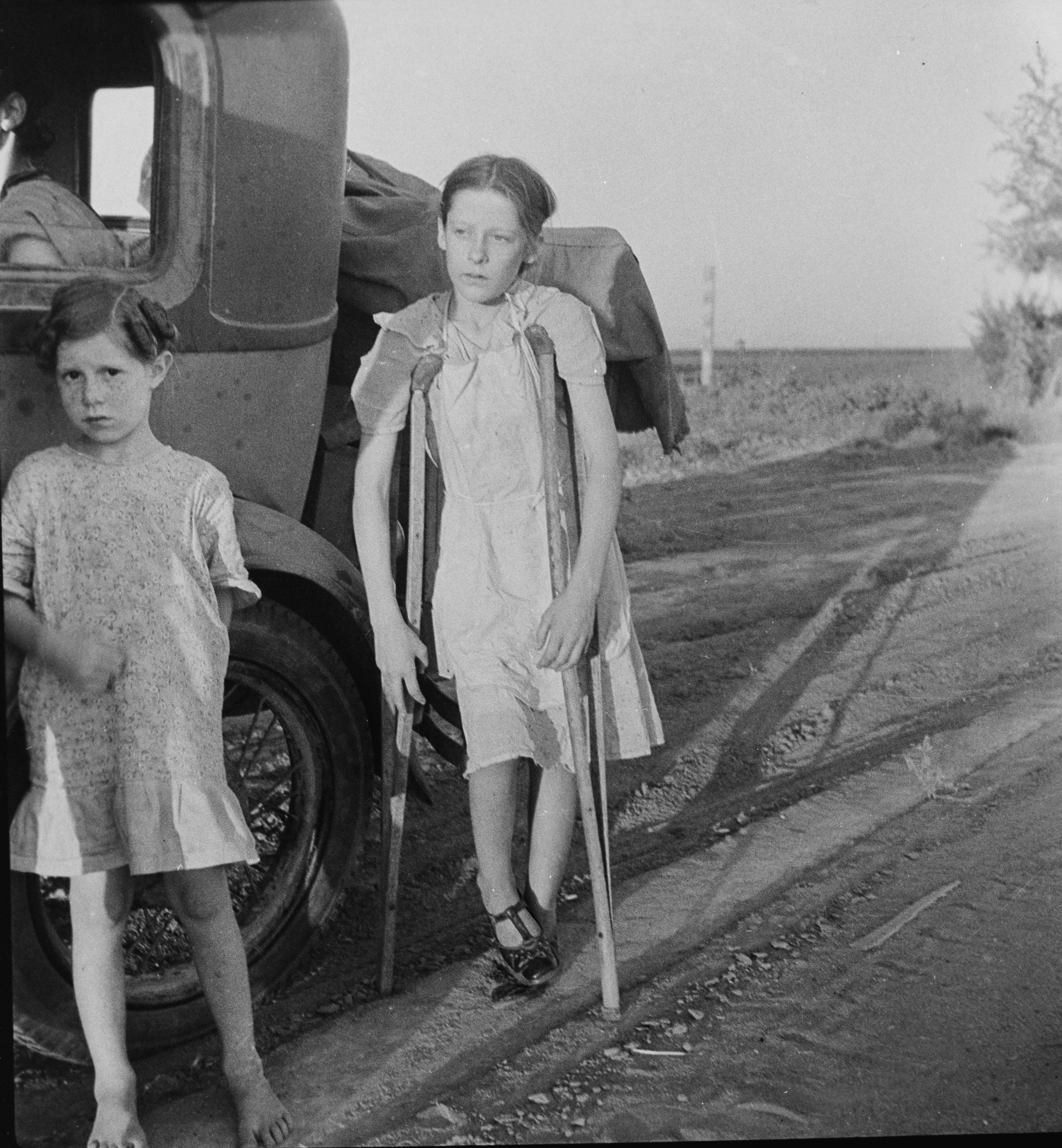
Nens malalts i famolencs a Oklahoma, 1935.

## Els problemes econòmics de la pau

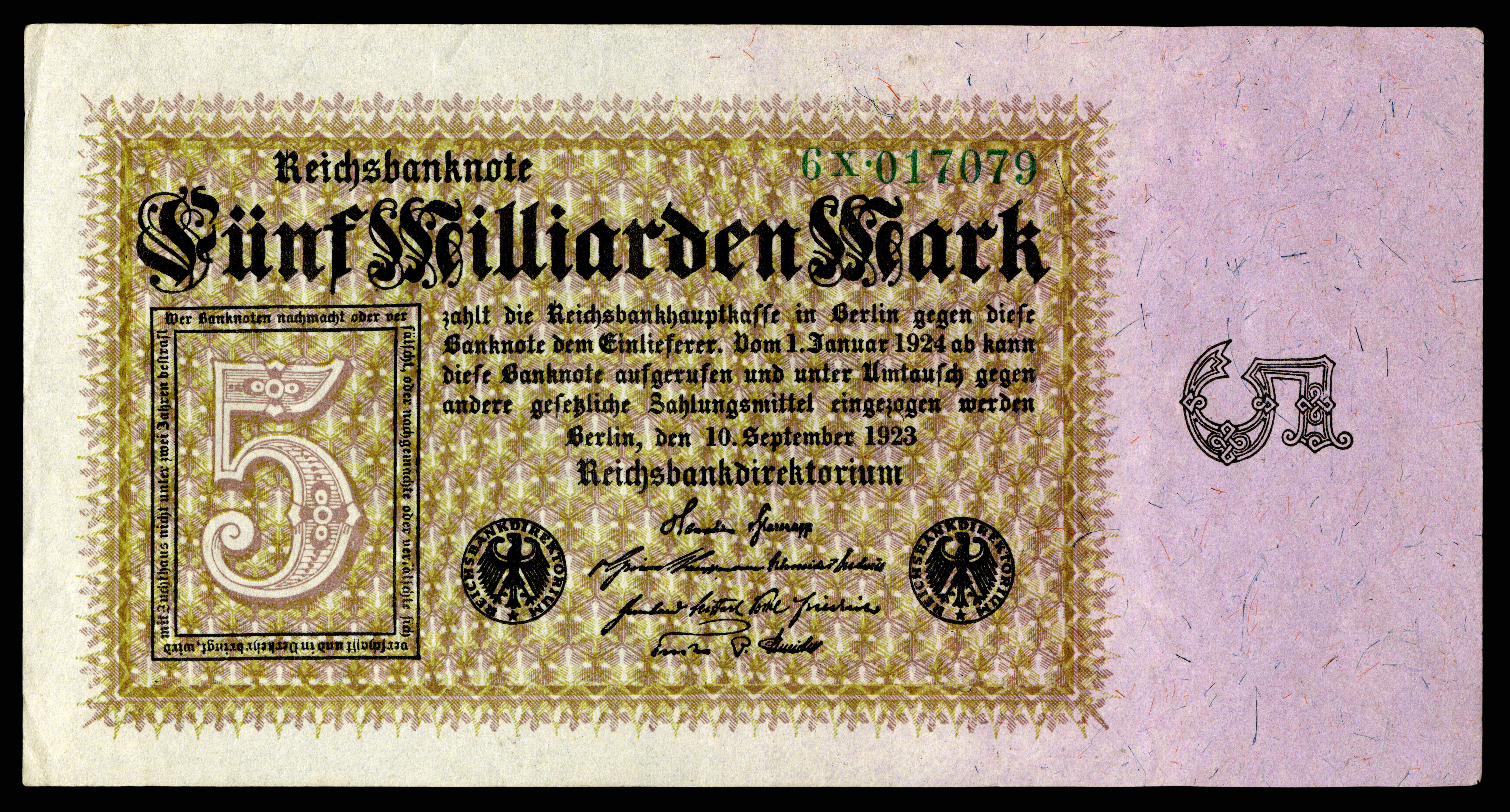
Bitllet alemany de 5.000 milions de marcs (Papiermark) del 1923

És difícil assenyalar el conjunt de factors que originaren la recessió, tot i que la Primera Guerra Mundial i la consegüent caiguda del sistema monetari internacional, basat en el patró or, hi tingueren un paper preponderant. El finançament d'aquest conflicte bèl·lic va deixar sense reserves d'or a les principals potències europees, concentrant-se aquest als Estats Units i a França, i amb un deute considerable, que encara s'hauria d'aprofundir més amb les tasques de reconstrucció. Aquests forts desequilibris convertiren en inviable el sistema del patró or, vigent fins aleshores. També ocasionaren una dependència financera d'Europa respecte a l'altre costat de l'oceà Atlàntic, que ajudà a la propagació de la crisi.
L'abundància d'or permeteren uns tipus d'interès baixos als Estats Units, que facilitaren la bonança econòmica dels anys 20, així com la realització de nombroses inversions a una Europa necessitada per la reconstrucció. El 1919 els EUA no tenien competidor com a prestadors: fins aquell any havien prestat a Europa 6.000 milions de dòlars; només entre 1921 i 1928 la quantitat va pujar a 8.500, i els EUA va passar d'ésser deutora a ser creditora del Vell Continent. Sobre aquesta base, els estats europeus van negociar entre ells préstecs a curt termini, en molts dels casos utilitzant part dels capitals percebuts com a préstecs dels EUA. Així, el ressorgiment de l'economia europea s'establia, a mitjans dels anys vint, sobre bases ben febles.
L'abundància de diners també facilitaren l'inici de diverses bombolles especulatives, la més destacada de les quals va produir-se a la Borsa de Wall Street a partir de l'especulació de capitals.
A Europa, la completa caiguda del sistema monetari vigent ocasionà importants trastorns. Els bancs centrals, habituats a l'escassesa de l'or i ofegats pel deute públic, no trobaren una disciplina monetària adequada, generant importants hiperinflacions. Aquestes foren de gran gravetat a les antigues potències centrals, especialment a Àustria i Alemanya, a conseqüència del Tractat de Versalles.
L'articulat del Tractat de Versalles fixava que una comissió, l'any 1921, havia de determinar la indemnització de guerra que havia de satisfer Alemanya. Les quantitats fixades foren excessives. A més, les potències aliades deuen a Anglaterra 1.300 milions de lliures, Rússia en deu 650 milions i Alemanya 1.450 com indemnització. A la vegada, Gran Bretanya té un deute amb els Estats Units de 850 milions de lliures. França havia contret un deute altíssim amb les empreses i el govern dels Estats Unitats, deute que havia de satisfer mitjançant un pagament conjunt amb Anglaterra. Aquest pagament per extingir-lo obligava a dedicar la meitat del pressupost de l'Estat. Per aquest motiu es decidí a extorsionar a Alemanya: al·legant una insignificant diferència de lliurament en fusta, el 9 de gener de 1923, l'exèrcit francès ocupa el Rhur. El govern alemany ordena la resistència passiva. Tanmateix, el govern francès va reconèixer més tard que aquell any havia obtingut mil tres-cents milions de francs. Però a Alemanya la pèrdua dels rendiments de la seva zona industrial més important va provocar una inflació gegantina, el marc perd tot el seu valor. A Alemanya l'enfonsament del poder adquisitiu i del valor de la moneda va ser dramàtic: així una lliura de mantega que el mes de febrer de 1923 costava 7.000 marcs passà el 5 de novembre de 1923 a 210.000 milions de marcs; o bé, el mateix any, circulaven segells de 2.000 milions de marcs.

## Els signes precursors de la depressió
A partir de l'any 1925 l'economia mundial viu en un ambient d'optimisme, però hi ha dos processos que no poden mantenir-se de forma indefinida: la superproducció i l'especulació.
La superproducció es considera unànimement com la causant de la depressió que s'inicia l'any 1929. Durant la Gran Guerra els Estats d'ultramar havien desenvolupat determinats sectors industrials amb la fita de suplir les importacions europees. Acabada la guerra, la producció industrial europea i extraeuropea se sumen, sense que de forma paral·lela augmenti el consum; aquest estat de sobreproducció general provoca un augment continuat dels estocs. L'any 1925 alguns productes bàsics no són obtinguts en quantitats molt superiors a l'època de preguerra; en canvi altres, el petroli, els instruments elèctrics, la seda artificial, assenyalen uns índexs molt més elevats. De les estadístiques es dedueix que l'increment de producció europea fins a l'any 1925 mantenen un ritme regular; en canvi a partir del 1925, amb una Europa ja recuperada, s'incrementa la seva producció en un context mundial de creixement continuat.
Al costat de la superproducció industrial cal sumar-hi les collites agrícoles excepcionals. Els preus van poder mantenir-se gràcies als acords internacionals, però en produir-se la crisi financera es van estripar aquests convenis i van aparèixer en el mercat súbitament els romanents acumulats, fet que va comportar un enfonsament ruïnós dels preus. Jacques Neré no compartí aquesta tesi i documenta que alguns estocs van continuar augmentant, és el cas del cotó, i que la crisi és més aviat de subconsum relatiu que de superproducció: els seus orígens serien més socials que econòmics. En qualsevol cas, sigui que la producció agrícola és excessiva, sigui que la capacitat adquisitiva és dèbil i el consum baix, els romanents agrícoles van venir a afegir-se als excedents dels productes industrials.
Malgrat el desfasament entre producció i vendes les cotitzacions dels valors en borsa no deixa de pujar gràcies a la inflació del crèdit. Es reparteixen grans beneficis perquè les despeses de producció s'afronten mercès a préstecs bancaris; però era una situació artificial que no podia mantenir-se sempre.
L'onada d'especulació es va iniciar amb sòls i terrenys que permetien plusvàlues en zones de vacances i de sol: el boom especulatiu de Florida n'és un clar exemple car l'increment de compravendes de solars i edificis fou notable durant els anys 1925 i 1926. Els inversors, obsedits pels guanys a curt termini, col·loquen els seus diners en sectors abans deprimits –ferrocarrils i serveis públics-, on esperen un període d'expansió de beneficis elevats. Bona part de les compres es fan a terminis, és a dir, amb diners a préstec. Capitals flotants, a la recerca del màxim guany, passen de Londres a Nova York. L'interès puja del 3,32 al 8,62 durant el període 1925 a 1929; fet que va fer difícil altres préstecs productius i, per tant, drena recursos de capital no cap a inversions sinó cap a préstecs especulatius. El diner dels bancs dona suport de forma preferent als brokers, als corredors de borsa. En conseqüència es culpa a la depressió a un sistema bancari que orientava els seus fons per donar suport als especuladors en lloc d'invertir en sectors realment productius.

## El crac

Evolució de l'índex Dow Jones durant el Crac del 29

De forma progressiva, els Estats més importants fixaren la paritat de la seva moneda amb l'or. Però moltes, acostumades al seu prestigi monetari del passat, sobrevaluaren les seves respectives monedes. Aquest cas era especialment notori amb la lliura esterlina, degut principalment a les pressions de Winston Churchill. Amb unes monedes europees sobrevaluades, s'incrementà el flux d'or cap als Estats Units.
A més, els importants guanys que l'especulació a la Borsa estava generant dugué a moltes persones a endeutar-se per a comprar accions, de forma que a poc a poc pujaren els tipus d'interès i s'incrementà encara més el flux d'or. Aquesta creixent inversió en Borsa va anar deixant sense finançament ni consumidors als sectors productius (especialment els europeus) als quals estaven lligades les accions. La borsa seguia amb la seva tendència alcista, augmentant així la ja sorprenent alta sobrevaloració de les accions.
Tanmateix, des de 1928, la indústria de la construcció experimenta una certa contracció, no alarmant, però ja suposa el primer signe de la recessió. Tanmateix l'eufòria alcista de la borsa continua de manera general. El mes de setembre de 1929 la tendència general de la Borsa de Nova York, orientada fins aquell moment a l'alça, s'estabilitza: era un reflex del descens d'alguns preus, com els de l'acer i el coure, i la reducció del benefici d'algunes empreses. Es comença a vendre, però els especuladors encara compren. La darrera setmana d'octubre, inesperadament, esclata. Des del dia 21 l'acumulació d'ordres de venda fan baixar els valors, però aquesta tendència és encara mantinguda per les ordres de compra de la Banca Morgan. El 24 d'octubre (dijous negre), 13 milions de títols són llançats al mercat a baix preu i no troben comprador; així, en poques hores, milers d'accions es van convertir en paper mullat, per causa de l'allau de venedors que volien desprendre's del valors i davant la inexistència de compradors. El dia 29 són 16 milions de valors els que apareixen en el mercat; el pànic ha provocat una febre venedora; en molt pocs dies, segons l'índex de valors industrials del «New York Times», les cotitzacions perden 43 punts, anul·lant els guanys dels dotze mesos precedents.
La primavera de 1930 la Banca Morgan decideix vendre les accions que ha acumulat i es produeix un excés d'oferta que genera un nou pànic. L'enfonsament de la Borsa provoca la ruïna de milers de modestos accionistes. Les grans empreses contemplen impotents com baixen de forma continuada la cotització dels seus valors, fins a l'any 1932 la United States Stell va veure com els seus índexs baixaven de 250 a 22, la Chrysler de 135 a 5. La conseqüència: milers de petits estalvis destruïts i moltíssima gent endeutada sense possibilitat de tornar els crèdits.
L'esfondrament de la Borsa va ser el primer símptoma d'una crisi profunda, la de tot el sistema econòmic. El sistema bancari va ser el primer afectat, ja que davant la inseguretat general, els clients retiraven els seus dipòsits massivament i els deutors que havien demanat un préstec es declaraven insolvents i van deixar de pagar. Els bancs començaren a tenir problemes de liquiditat i contribueixen a l'enfonsament borsari amb la venda dels seus títols per aconseguir la liquiditat. El resultat fou la suspensió de pagaments i la fallida de molts bancs, que van haver de tancar les portes. La fallida del 29 és una demostració que l'economia no pot fonamentar-se preferentment en el diner oblidant els mecanismes de producció i de consum.
Els inversors desconfiats es desdigueren i els efectes de la crisi es deixaven notar ràpidament a la indústria. Les empreses amb problemes financers s'arruïnaven, les indústries s'omplien d'estocs que no podrien vendre, els preus baixaven, la producció es paralitzava i milions d'obrers es quedaven a l'atur. La pèrdua de poder adquisitiu (per efecte de l'atur i de la reducció dels salaris reals) va fer disminuir encara més la demanda i els productes s'amuntegaven a les indústries sense trobar comprador. la crisi nodria la crisi. L'actitud del govern dels Estats Units va ser contradictòria i, en el millor dels caos, pot qualificar-se com poc perspicaç. El president Hoover, durant les setmanes que van seguir a l'enfonsament borsari, no va deixar de fer declaracions optimistes. Fins a l'any 1932 no es van destinar fons federals importants per ajudar el ferrocarril i els bancs; de l'atur a la Casa Blanca no se'n va fer una qüestió essencial. La política agrícola va ser igualment contradictòria: primer el govern va adquirir els romanents agraris; fet que va produir una situació estranya, ja que l'agricultura era l'únic sector econòmic rendible, de venda segura i a un preu sostingut; per tant, la producció va augmentar i a mitjans de l'any 1931 el govern, sense possibilitats de poder mantindre la despesa acumulada, va enviar al mercat els seus estocs, amb conseqüències desastroses pels preus agraris i el sector rural.

## Causes

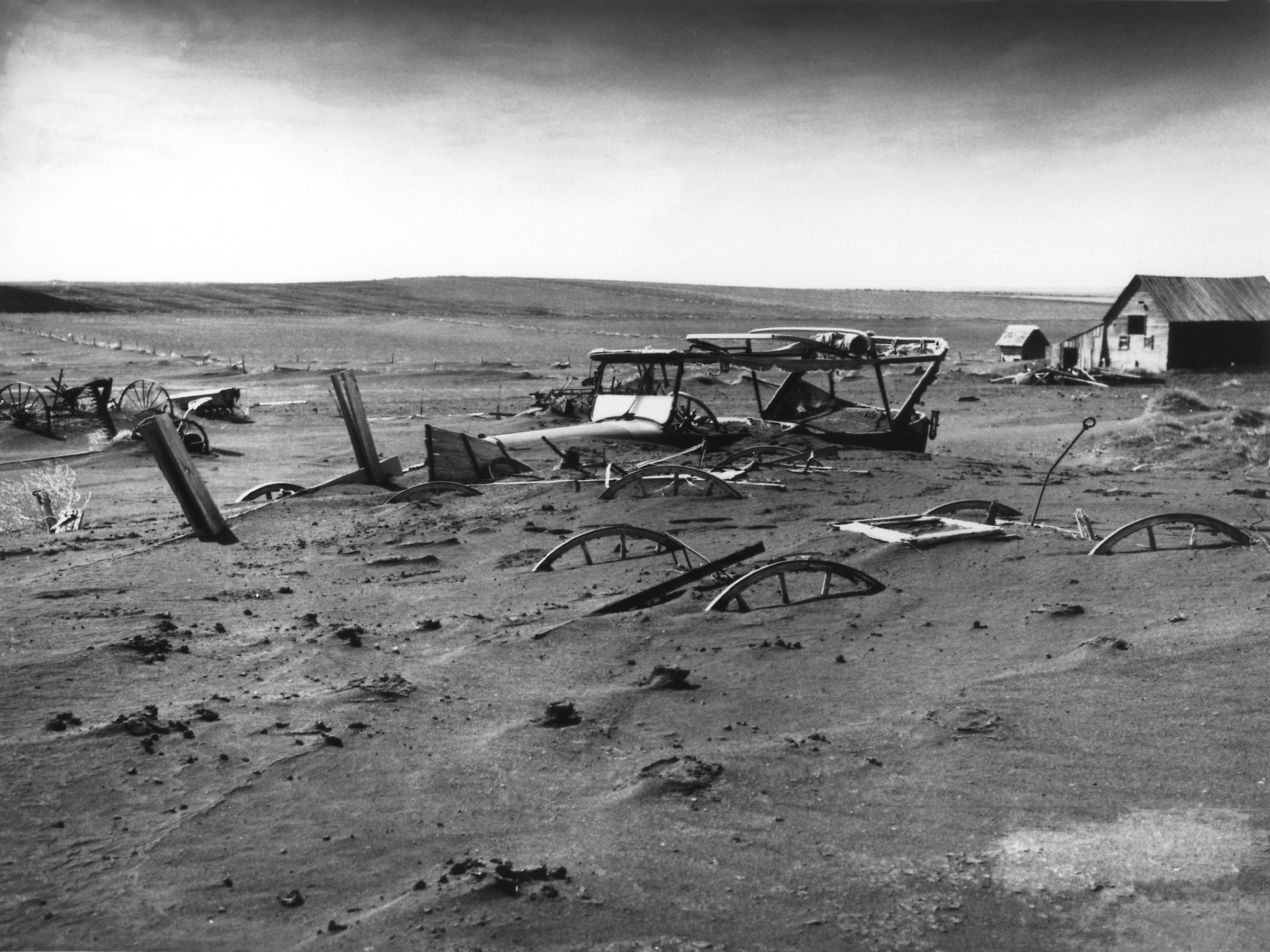
Una granja abandonada a Dakota del Sud, 1936

Els principals factors que van convertir la crisi del 29 en una depressió econòmica mundial van ser:
- La inoperància de la Reserva Federal davant les fallides massives que es van produir en el sistema financer i la magnitud èpica de la subsegüent contracció del crèdit;
- L'espiral deflacionista provocada per la caiguda de l'oferta monetària i de l'activitat econòmica, la qual cosa va incrementar, en termes reals, el valor dels deutes i va augmentar els tipus d'interès reals;
- La implementació de mesures proteccionistes que van reduir de manera significativa el comerç internacional.[8]

### Inoperància dels governs i de la Reserva Federal
Els governs van reaccionar deixant que les economies retrobessin de manera espontània l'equilibri, d'acord amb les receptes clàssiques de l'època. Si un banc feia fallida, es considerava que era bo, ja que, d'aquesta manera, el mercat situava tothom al seu lloc. El patró or tampoc no facilitava la utilització d'una política monetària nacional. Així s'inicià un procés en cadena, on la fallida d'unes empreses duia automàticament a les d'altres (especialment dins el sistema bancari), deixant així a milers d'inversors a la ruïna i a milions de treballadors a l'atur, que va assolir magnituds alarmants sense que els mecanismes re-equilibradors s'activessin. Atesa la gravetat de la situació, els governs van decidir abocar tot el seu pes en l'economia per reconduir la crisi cap a un equilibri que el mercat era incapaç d'assolir tot sol.

### L'espiral deflacionista
Seguint les directrius de les teories dominants en vigor, la Reserva Federal apujà encara més els tipus d'interès, reduint així l'oferta monetària. Aquesta política no va ajudar a recuperar la liquiditat dels bancs, sinó que fou l'origen de dificultats financeres encara més grans que patiren especialment les empreses. També va reduir dràsticament el nivell de demanda agregada, de manera que els productors es van trobar amb excedents que no sabien com vendre, ocasionant una dramàtica caiguda dels preus i dels beneficis.

### Les polítiques proteccionistes
Els importants problemes financers dugueren als governs a aplicar polítiques proteccionistes respecte al comerç, basant-se en un extrem nacionalisme econòmic. Els primers a fer-ho varen ser els Estats Units, amb l'aprovació de la Hawley-Smoot Tariff Act al juny de 1930, començant així una guerra comercial amb un impacte eminentment negatiu sobre l'economia mundial.
A Europa, les desinversions fetes pels ciutadans dels Estats Units tingueren el mateix resultat, o encara pitjor, que al país on s'havia causat la depressió. El cas més greu va ser l'Alemanya de la República de Weimar, on les pèssimes condicions econòmiques ocasionaren l'ascens dels totalitarismes i la victòria electoral d'Adolf Hitler el 1932, i la seva presa del poder el 1933.

## Les conseqüències del Crac
En poques setmanes, el Crac va desconjuntar d'una forma concatenada i sistemàtica el sistema financer més extens i complex del món. Milers d'inversors i corredors no van poder pagar els seus deutes o bé van retirar tots els seus béns dels bancs per poder liquidar-los. El resultat va ser la falta de liquiditat de nombrosos bancs, amb les fallides consegüents que comportà el col·lapse creixent del crèdit i, immediatament, a la paralització de la inversió i de les vendes, i la fallida de nombroses empreses que ja tenien problemes de superproducció.
L'atur derivat de la fallida d'empreses a conseqüència del Crac, va portar la caiguda del poder adquisitiu dels milers de treballadors i empleats que es quedaven al carrer, amb la qual cosa el cercle tornava a començar, en decréixer de forma generalitzada la demanda.
Així, només en els tres últims mesos de 1929, la indústria nord-americana de l'automòbil va reduir la seva producció a la meitat. Al camp, amb el descens del consum, encara es va agreujar més el problema de la sobreproducció i l'endeutament dels grangers. Enormes extensions de blat van quedar sense segar, la fruita es podria als magatzems, i no van trigar a produir-se emigracions massives cap a estats teòricament més pròspers.
En la pròspera societat americana no va trigar a ser habitual l'espectacle de gent remenant entre les escombraries, plantant hortalisses als parcs, fent cues davant dels establiments de caritat i establint campaments ambulants d'arruïnats al llarg de les carreteres. Tot el problema s'agreujava per la inexistència, en el país més liberal del món, d'un sistema de seguretat social o de prestacions d'atur. Les parròquies i institucions privades de caritat no donaven l'abast davant l'allau de gent amb fam o sense sostre que havia generat la crisi.

### Globalització de la crisi
Gradualment, a un ritme més pausat però inexorable, la crisi econòmica va anar saltant a Europa alhora que els bancs nord-americans retiraven capitals prestats als indigents i s'extingien les inversions i compres al vell continent.
Alemanya va ser un dels primers països afectats en profunditat doncs el seu mercat interior era dèbil i aviat va perdre molts dels seus clients estrangers. En conseqüència, la seva producció industrial va caure en un 40% només al llarg de la primavera i estiu de 1931. Pel maig d'aquell mateix any va fer fallida el Creditanstalt, cor de la banca vienesa, que va arrossegar els bancs i economies de l'Europa central i oriental.
França i la Gran Bretanya es varen veure afectades de manera menys seriosa perquè els seus respectius imperis van substituir en part la paràlisi del mercat interior i exterior.
En línies generals, el cicle deflacionista es repetia a escala mundial car les fallides de bancs i la caiguda en el consum generava el tancament d'empreses i l'atur, cosa que al seu torn agreujava la caiguda en el consum, feia caure els preus i provocava noves fallides.
En les economies agrícoles dependents de l'exportació massiva de matèries primeres als països industrials, com les d'Amèrica Llatina i les zones tropicals, l'impacte de la depressió va ser molt ràpid i traumàtic en veure caure les comandes. Al Brasil les exportacions de cafè van caure al 50% entre 1929 i 1932 i la inversió estrangera va caure fins a zero, i la revolució de 1930 va fer caure el govern brasiler de Washington Luís.
Entre 1928 i 1932 la producció mundial va caure en un 38% i el comerç en dos terços.

### Aturada dels intercanvis
Les solucions que es van arbitrar en la depressió van ser tan simples com inefectives en la majoria dels casos. Bàsicament es van reduir a les que qualsevol economia familiar recorre en una situació de crisi: comprar menys i vendre més.
El retorn a l'"egoisme nacional" -l'aïllacionisme i el proteccionisme- va ser el tret més característic de les economies de l'època, assajant-se dos tipus de mesures: 
1. El control i restricció dels intercanvis amb l'exterior, reduint les importacions al mínim i baixant els preus de la producció pròpia a fi de fer-la competitiva a l'estranger.
2. La devaluació de la moneda, cosa que implicava la renúncia a millorar el nivell de vida de la mateixa població, a canvi d'abaratir encara més les exportacions.

Malauradament aquestes mesures no van ser posades en pràctica de manera conjunta i coordinada per part dels països afectats, sinó desordenadament, de manera que unes nacions anul·laven econòmicament a les altres i a elles mateixes, recorrent a mesures cada cop més dràstiques.
Finalment, una certa sortida a la situació va venir donada pels intercanvis bilaterals en la mateixa moneda. Això implicava la compra d'un producte a un determinat país sense tenir en compte preus o qualitats, o, més senzillament, recorrent a la utilització de l'intercanvi. En qualsevol cas, al llarg dels anys trenta es va anar refermant una solució que ja es veia venir des de finals del segle xix: la retallada del liberalisme econòmic mitjançant l'intervencionisme estatal.

## Franklin D. Roosevelt i el New Deal

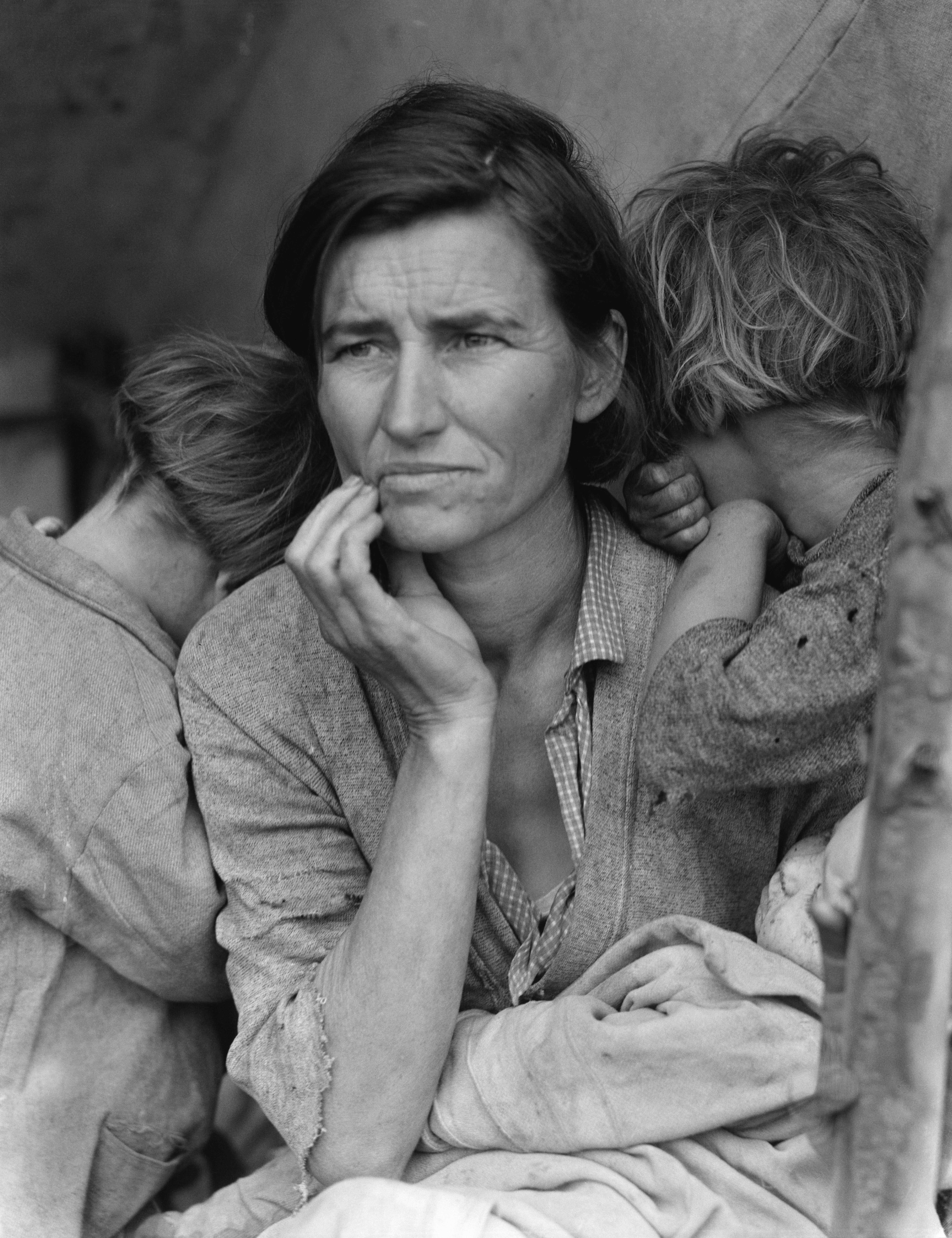
Mare migrant, foto de Dorothea Lange. La dona de la imatge és Florence Owens Thompson, de 32 anys, mare de 7 fills, a Nipomo, Califòrnia (març de 1936). La Gran depressió, amb totes les persones desvalgudes que va generar, va ser àmpliament fotografiada.

A les eleccions als Estats Units del 1933, Franklin D. Roosevelt, del Partit Demòcrata dels Estats Units, va guanyar les eleccions, amb la promesa d'acabar amb la recessió aplicant la política coneguda com a New Deal, que va posar les bases de l'Estat del benestar modern.
Seguint les teories de John Maynard Keynes i altres economistes heterodoxes, Roosevelt començà a combatre la recessió per mitjà del deute públic. El programa plantejava mesures financeres com ara la devaluació del dòlar, ajudes als petits grangers, reglamentació del treball industrial i inversions en obres públiques. El New Deal va ser, en conjunt, al revés que el liberalisme clàssic, un programa d'intervenció estatal.
| « | Les mesures adoptades als Estats Units sota la presidència de F. D. Roosevelt eren destinades a aconseguir un equilibri del mercat i la plena ocupació. per això, es pretengué en primer lloc salvar el sistema de crèdits i es proclamà, entre d'altres, un ajornament dels pagaments bancaris i la reobertura dels bancs, acompanyada de mesures de control. D'aquesta manera, s'inaugurava una època de dirigisme. En segon lloc, s'intentà implantar un codi segons el qual es fixarien els salaris i les condicions de treball, i es promocionà el sindicalisme, tot sota control públic. | » |

Les mesures de la política monetària del New Deal van consistir en:
- Autoritzar a la Reserva Federal la concessió de crèdits per incrementar la quantitat de diners i reduir els tipus d'interès, facilitar el pagament dels deutes i reactivar el consum.
- Abandonar el patró or per afavorir l'exportació: la convertibilitat dels dòlars en or per als ciutadans americans és ja impossible; només els governs i els bancs mundials podran canviar els bitllets per or. El Congrés atorga al poder federal autoritat per fixar el preu de l'or i confiscar les existències en poder dels ciutadans. El dòlar va ser devaluat un 40%. Tanmateix, l'any 1934, els Estats Units readopten el patró or.
- Emetre paper moneda (3.000 milions de dòlars). El primer any del New Deal va suposar una despesa de 10.000 milions, mentre que els ingressos del govern van ser de només 3.000 milions. Per a cobrir l'enorme dèficit, l'increment dels impostos va resultar insuficient. Entre 1933 i 1936 les despeses del govern es van incrementar més d'un 83%.

Les disposicions principals del New Deal van ser les següents:
- Agricultural Adjustment Act (AAA), o Llei d'Ajust de l'Agricultura, (12 de maig de 1933). L'AAA va establir un nou impost a l'activitat agrícola i, entre altres mesures, va preveure que el govern pagués als pagesos perquè cremessin les seves collites i eliminessin el bestiar que no podien vendre (com ara amb la política agrària comuna). El govern va arribar a pagar als agricultors perquè no treballessin, amb la idea que no augmentés l'oferta de productes agrícoles. Així, milions de dòlars es van emprar per subvencionar la producció de blat i cotó mentre que nous aranzels impedien la venda dels mateixos productes forans. Els programes agrícoles del New Deal van enriquir als grans agricultors, els terratinents i els especuladors. Pel contra, l'AAA va fer poc pels petits pagesos, va sobrecarregar d'impostos als contribuents, va obligar els consumidors a pagar més pels aliments, i va agreujar les relacions comercials amb altres països on es pretenia descarregar els superàvit agrícoles, donant lloc a una veritable guerra aranzelària.

- Tennessee Valley Authority (TVA) (18 de maig de 1933). L'Autoritat de la Vall de Tennessee es va fixar un seguit d'objectius: millorar la navegació i el control de les inundacions; una política de repoblació forestal; usar de forma adient els terrenys de la vall; desenvolupar l'agricultura i la indústria de la vall i, d'una manera subsidiària, sempre que fos compatible amb aquests objectius, la producció i venda d'energia elèctrica. En aquest últim objectiu «subsidiari» es van centrar tots els esforços. Tanmateix, les grans preses, canals i embassaments projectats van trigar anys a ser finalitzades. Els esforços per a evitar la corrupció van significar endarreriments substancials, com va succeir sota el mandat del secretari de l'Interior de Franklin Delano Roosevelt, Harold Ickes.

- National Industrial Recovery Act (NIRA) (16 de juny de 1933). La majoria de les indústries manufactureres van ser obligades a formar càrtels dirigits pel govern, i l'economia americana va prendre un biaix corporativista. Es van dictar més de 500 Codis NIRA que regulaven els preus i la forma de vendre. Aquestes mesures van afectar més de 2 milions d'empresaris i 22 milions d'empleats, alhora que van regular tots els aspectes de la producció industrial i artesanal. Tota aquesta sèrie de nous tràmits burocràtics i reglamentacions van incrementar els costos comercials en un 40%, es van escurçar les jornades de treball amb la intenció d'emprar a més persones, es van elevar els salaris i es van imposar nous costos als empresaris. Amb tot, el resultat és que als 6 mesos d'aprovar-se la llei la producció industrial havia caigut un 25%.

- Civil Works Administration (CWA) (1935). Amb la voluntat d'acabar amb l'atur, es va contractar a tota classe de treballadors per realitzar tota mena de tasques; com ara oferir espectacles públics, organitzar arxius, etcètera. Si bé la seva tasca en activitats concretes, com ara la neteja de boscos o la reparació de carreteres, va ser extraordinària, la CWA no va servir per reintegrar als treballadors en el sector privat ni per estimular l'economia. Harry Hopkins, el director de la CWA, va declarar públicament: «Hem creat quatre milions d'ocupacions, però, per l'amor de Déu, no em pregunteu a què es dediquen». Per aquest motiu va ser substituïda per una altra agència governamental, l'Administració per al Progrés de l'Ocupació (WPA), que emprava només el 59% de les seves assignacions als beneficiaris; la resta eren costos fixos, sobretot administratius. La WPA no va desaparèixer fins al mes de juliol de 1943.

Per valorar l'eficàcia de la política econòmica americana es pot citar l'índex d'atur. Aquest va caure al 18% l'any 1935, al 14% el 1936 i al 12% el 1937. Però el 1938 es va situar de nou en el 20% i l'economia es va tornar a col·lapsar. Alhora la borsa va caure un 50% entre el mes d'agost de 1937 i el mes de març de 1938. No va ser fins a l'esclat de la Segona Guerra Mundial, i de retruc al gran increment de demanda de tota mena de productes, que va remuntar-se definitivament la crisi.
Les conseqüències de la gran crisi econòmica no van quedar circumscrites als EUA. La dependència financera dels Estats europeus van portar a les seves economies a una situació similar, ja que encara no s'havien guarit de totes les ferides causades per la Primera Guerra Mundial, i de l'efecte de la fallida del sistema financer internacional. En qualsevol cas, els resultats de la política americana van ser limitats i la profunda crisi de sobreproducció només es va superar quan la Segona Guerra Mundial (1939-1945) va permetre a la indústria americana, sobretot a la d'armament, la venda d'enormes partides de material: les despeses en armament aconseguiren un augment significatiu de la demanda agregada i la recuperació de les economies capitalistes.

## La crisi a Europa
El mes de juny de 1930 el govern alemany ha d'enfrontar-se a un dèficit de 850 milions de marcs. Com el Reichstag rebutjà les mesures econòmiques proposades pel govern, aquest és dissolt i se celebren unes noves eleccions que representen l'ascens del partit nacional-socialista de Hitler. El mes de maig del 1931 el Kredit Anstalt de Viena, que representava el 70% dels fons bancaris austríacs, fa fallida. França rebé una sacsejada menor perquè el seu nivell d'industrialització era més petit i la seva base agrícola era més diversificada. Tanmateix experimentà dificultats, especialment després de la devaluació de la lliura; fet que convertí els productes francesos en cars i poc competitius. Si bé resistí els primers mesos, després es produïren fallides bancàries i esclataren escàndols entre els polítics i els homes de negocis, com per exemple la misteriosa mort de Stawisky, director del Crèdit Municipal de Baiona.
Gran Bretanya va haver d'abandonar el patró or, devaluar la seva moneda i realitzar una tornada al proteccionisme. Com a punts positius comptava un imperi mundial, fet que li facilitava un comerç independent de la situació internacional, i es va beneficiar del descens dels preus dels aliments i les primeres matèries.
L'any 1933 es reuniren les grans potències en la conferència de Londres per cercar solucions a la reducció del comerç internacional i a la crisi dels mitjans de pagaments, una vegada que la Gran Bretanya ha abandonat el patró or. La conferència només serví per demostrar la pèrdua definitiva de la solidaritat, perquè cada Estat actuà per lliure.

## Conseqüències polítiques i econòmiques de la crisi
En l'ordre internacional les polítiques estatals es tornen nacionalistes i reafirmen l'intervencionisme de l'Estat i els governs autoritaris. Cada potència es desentén dels problemes col·lectius. En certa manera, es considera la Segona Guerra Mundial com una conseqüència directa de la Gran depressió, ja que fou aquesta, junt amb el sentiment d'haver ser tractats injustament pel Tractat de Versalles, la que va permetre l'ascensió de Hitler al poder.
La crisi també tingué efectes demogràfics: no van disminuir els matrimonis, però sí la natalitat. Per exemple, els Estats Units la població havia augmentat en 17 milions d'habitants en el decenni dels 20 i ho fa en només 9 milions en el decenni dels 30. En molts Estats la natalitat baixa per sota de les corbes de mortalitat, fet que produeix un dèficit en la renovació de la població. Per contra, els Estats totalitaris d'Alemanya i d'Itàlia, per por a les conseqüències que pot tenir en el seu potencial militar, estimulen els naixements. Per altra banda, s'atura la concentració urbana i l'emigració intercontinental. En aquest context, comença el 1933 l'expulsió dels jueus d'Alemanya.
La revisió del pensament econòmic es converteix en una necessitat. Keynes és el teòric clàssic de la crisi i dels seus remeis; l'acceptació de les teories keynesianes trencaren amb els postulats de l'economia clàssica.
Entre les classes socials els efectes no són iguals: hi ha sectors que se'n beneficien; el descens de preus augmenta la capacitat adquisitiva dels propietaris d'immobles, rendistes i funcionaris. Però la resta de grups socials veuen disminuir les seves possibilitats adquisitives: els professionals liberals es troben una clientela empobrida; els accionistes han perdut tots els estalvis; molts obrers estan a l'atur o, en el millor dels casos, han vist disminuir el seu salari... Entre els obrers creix l'hostilitat envers el capitalisme, s'enforteixen els sindicats i creixen els partits polítics de base proletària.